# Lit (album)
Pour les articles homonymes, voir Lit.
Albums de Lay
Honey
(2019)
Singles
1. Jade
Sortie : 19 mai 2020
2. Lit
Sortie : 1er juin 2020
3. Boom
Sortie : 8 juillet 2020

Lit (chinois : 蓮 ; coréen : 연) est le troisième album studio de l'artiste et acteur chinois Lay (Zhang Yixing), un des membres du boys band sud-coréano-chinois EXO, il est sorti en deux parties dont le premier a été publié le 1er juin 2020 et le second le 21 juillet 2020, en digital sur diverses plate-formes de téléchargement sous SM Entertainment et Zhang Yixing Studio.

## Contexte et sortie
Le 10 mai, son studio personnel a révélé qu'un quatrième album serait prêt. Un premier single est sorti le 20 mai et se nomme "玉 (Jade)",. Le 25 mai, le chanteur a annoncé que son prochain album sortira le 1er juin et que les pré-ventes débuteront le 29 mai. Le 27 mai, un premier teaser vidéo pour la chanson éponyme est posté. Il a par ailleurs été révélé que cet album sortira en deux parties dont chacune contiendra six chansons. Ses six premières chansons allient des éléments et des concepts musicaux anciens à la modernité de la hip hop contemporaine.
Le 1er juin, sort ainsi la première partie de son nouvel album ainsi que le clip-vidéo de la chanson titre. Les paroles reflètent ici les grandes aspirations du roi Xiang Yu dans l'opéra de Pékin Adieu ma concubine tandis que pour "玉 (Jade)", elles concernent sa concubine Yu Miaoyi.

## Succès commercial
Les pré-ventes de cet opus ont instantanément battu neuf records de certification lors de sa mise en ligne sur la plus grande plateforme de streaming de musique chinoise QQ Music. L'album numérique a pu dépasser les 1,5 million de précommandes dans les 7 minutes et 19 secondes suivant son lancement, garantissant la première place dans les classements des ventes d'albums quotidiens et hebdomadaires de QQ Music, établissant ainsi le record le plus court dans l'histoire de la plateforme. L'EP a également pris la tête d'autre charts tels que Kugou Music ou encore Kuwo Music, mais aussi enregistré un line-up avec toutes ses chansons en tête des classements. La chanson titre s'est également hissée au sommet de la catégorie des classements de vidéoclips de QQ Music. De plus, il a été révélé que l'EP avait pris la première place du Top Albums Charts de iTunes dans 21 pays différents depuis sa sortie.
Le 4 juin, SM Entertainment a annoncé que les ventes de l'opus avaient dépassé les 40 millions de yuans (environ 6,8 milliards de wons) dans QQ Music.

## Liste des titres
| Lit   | Lit        | Lit                            | Lit                                             | Lit   | Lit | Lit | Lit | Lit | Lit |
| No    | Titre      | Auteur                         | Producteur(s)                                   | Durée |     |     |     |     |     |
| ----- | ---------- | ------------------------------ | ----------------------------------------------- | ----- | --- | --- | --- | --- | --- |
| 1.    | 蓮 (Lit)   | Li Yijie, Lay                  | Lay, Anti-General                               | 3:01  |     |     |     |     |     |
| 2.    | 玉 (Jade)  | Lay, Dante Leon, Adam Halliday | Lay, Shane Lindtsrom, Dante Leon, Adam Halliday | 3:19  |     |     |     |     |     |
| 3.    | 鷹 (Eagle) | Potato                         | Lay                                             | 2:30  |     |     |     |     |     |
| 4.    | 水 (H2O)   | Liu Yulu                       | MZMC, Adrian McKinnon, DEEZ                     | 4:03  |     |     |     |     |     |
| 5.    | 飛 (Fly)   | Li Yijie                       | Lay                                             | 2:09  |     |     |     |     |     |
| 6.    | 靈 (Soul)  | K!yo, Blaq Tuxedo              | Blaq Tuxedo, Lay                                | 2:58  |     |     |     |     |     |
| 24:05 |            |                                |                                                 |       |     |     |     |     |     |

| Boom  | Boom              | Boom                                                          | Boom                                                                           | Boom  | Boom | Boom | Boom | Boom | Boom |
| No    | Titre             | Auteur                                                        | Producteur(s)                                                                  | Durée |      |      |      |      |      |
| ----- | ----------------- | ------------------------------------------------------------- | ------------------------------------------------------------------------------ | ----- | ---- | ---- | ---- | ---- | ---- |
| 1.    | 蓮 (Lit)          | Li Yijie, Lay                                                 | Lay, Anti-General                                                              | 03:01 |      |      |      |      |      |
| 2.    | 玉 (Jade)         | Lay, Dante Leon, Adam Halliday                                | Lay, Shane Lindtsrom, Dante Leon, Adam Halliday                                | 03:19 |      |      |      |      |      |
| 3.    | 鷹 (Eagle)        | Potato                                                        | Lay                                                                            | 02:30 |      |      |      |      |      |
| 4.    | 水 (H2O)          | Liu Yulu                                                      | MZMC, Adrian McKinnon, DEEZ                                                    | 04:03 |      |      |      |      |      |
| 5.    | 飛 (Fly)          | Li Yijie                                                      | Lay                                                                            | 02:09 |      |      |      |      |      |
| 6.    | 靈 (Soul)         | K!yo, Blaq Tuxedo                                             | Blaq Tuxedo, Lay                                                               | 02:58 |      |      |      |      |      |
| 7.    | 沸 (Changsha)     | Lay, Kungfu Pen, Li Yijie                                     | Lay, Scott Storch, Asoteric (Anton), Vincent Van den Ende                      | 03:03 |      |      |      |      |      |
| 8.    | 媽 (Mama)         | Lay, Terence De Carlo Coles, DeStorm Power, Francis Mok       | Lay, Scott Storch, Terence De Carlo Coles, DeStorm Power, Vincent Van den Ende | 02:24 |      |      |      |      |      |
| 9.    | 蹦 (Boom)         | Lay, Miles Wesley, Terence De Carlo Coles, Henry Oyekanmi Jr. | Lay, Mike Daley, Mitchell Owens, Henry Oyekanmi Jr.                            | 02:30 |      |      |      |      |      |
| 10.   | 喚 (Call My Name) | Li Yijie, Doller, Lay                                         | Lay, Maxx Song, Red Anne                                                       | 03:24 |      |      |      |      |      |
| 11.   | 夜 (Late Night)   | Lay, Miles Wesley, Terence De Carlo Coles                     | Lay, Mike Dalye, Miles Wesley, Terence De Carlo Coles, Mitchell Owens          | 03:13 |      |      |      |      |      |
| 12.   | 愿 (Wish)         | Lin Qiao, Lay, Pan Yan Ting                                   | Lay, Terence De Carlo Coles, Miles Wesley                                      | 02:42 |      |      |      |      |      |
| 24:05 |                   |                                                               |                                                                                |       |      |      |      |      |      |

## Historique de sortie
| Édition | Pays         | Date            | Format                    | Label               | Producteur   |
| ------- | ------------ | --------------- | ------------------------- | ------------------- | ------------ |
| Lit     | Monde entier | 1er juin 2020   | Téléchargement de musique | Zhang Yixing Studio | Zhang Yixing |
| Boom    | Monde entier | 21 juillet 2020 | Téléchargement de musique | Zhang Yixing Studio | Zhang Yixing |